# Miroslava Pleštilová
Miroslava Pleštilová (* 27. ledna 1966, Liberec) je česká divadelní a filmová herečka, dabérka a pedagožka na katedře činoherního divadla na DAMU.

## Život
V dětství se věnovala hře na klavír a baletu. Její rodiče pracovali ve vratislavickém pivovaru. Jejím manželem je český herec a dabér Aleš Procházka, se kterým se seznámila v době studií na DAMU. Mají spolu dva syny, Aleše (rappera Gendera) a Zdeňka (producenta trapových beatů). Studovala na gymnáziu ve Frýdlantu v Čechách. Po úspěšném ukončení studia herectví na DAMU v roce 1988 nastoupila do Divadla S. K. Neumanna, což je nynější Divadlo pod Palmovkou. V roce 2012 toto angažmá ukončila. Hostovala také v Divadle na Vinohradech a v Divadle Na zábradlí. Kromě divadelního herectví se věnuje i dabingu a od roku 2006 vyučuje herectví na DAMU.

## Filmografie

### Dabing
- Madagaskar 3 – Glorie (2012)
- Harry Potter a Relikvie smrti – část 2 – Bellatrix Lestrangeová (Helena Bonham Carterová) (2011)
- Harry Potter a Relikvie smrti – část 1 – Bellatrix Lestrangeová (Helena Bonham Carterová) (2010)
- Harry Potter a Princ dvojí krve – Bellatrix Lestrange (Helena Bonham Carterová) (2009)
- Madagaskar 2: Útěk do Afriky – Glorie (2008)
- Pohádky na dobrou noc – Aspen (Lucy Lawless) (2008)
- Harry Potter a Fénixův řád – Bellatrix Lestrangeová (Helena Bonham Carterová) (2007)
- Garfield 2 – Christophe (2006)
- Karlík a továrna na čokoládu – maminka Bucketová (Helena Bonham Carterová) (2005)
- Madagaskar – Glorie (2005)
- Pohotovost – Carol Hathawayová (Julianna Margulies) (1994)
- Divoké srdce (1993)
- Haló, haló! – Michelle Dubois (Kirsten Cooke) (1982)
- Řecké fíky (1976)
- Kleopatra (1963) – Calpurnie (Gwen Watford)
- Prázdniny v Římě – princezna Anna (Audrey Hepburnová) (1953)

### Herectví (výběr)
- Vyprávěj - Osudy – 7. Milena a Zdeněk – Bohdana Hegrová (epizodní role) (2012)
- Včera tě zabiju (2011)
- Bludičky – Gondíková (3 díly) (2010)
- Smrt ministra (2010)
- Šejdrem – Líba (2008)
- Cesta do Vídně a zpátky – Irena (2007)
- Světla pasáže – Irena Kliková (2007)
- Škola Na Výsluní – maminka Juklová (2006)
- Ordinace v růžové zahradě – Helena Vlková (2005)
- Pojišťovna štěstí – Nohýnková (2004)
- Edgar – Viktorie (1996)
- Kde padají hvězdy – sestra Svatá (1995)
- Hříchy pro pátera Knoxe – striptérka Zuzana (3 díly) (1992)
- Obecná škola – Plecitá, nová učitelka (1991)
- Dobrodružství kriminalistiky – služebná Kateřina (1 díl) (1991)
- Něžný barbar (1989)
- Čekání na Patrika – Zuzka (1988)
- Rodáci – sekretářka Janička (1988)
- Kam, pánové, kam jdete? – Eliška (1987)
- Bylo nás šest – Eliška (1985)
- Svatby v Benátkách –  Marika Drozdová (2014-2015)